# Jüdischer Friedhof (Lysá nad Labem)
Koordinaten: 50° 12′ 35,3″ N, 14° 50′ 28,3″ O

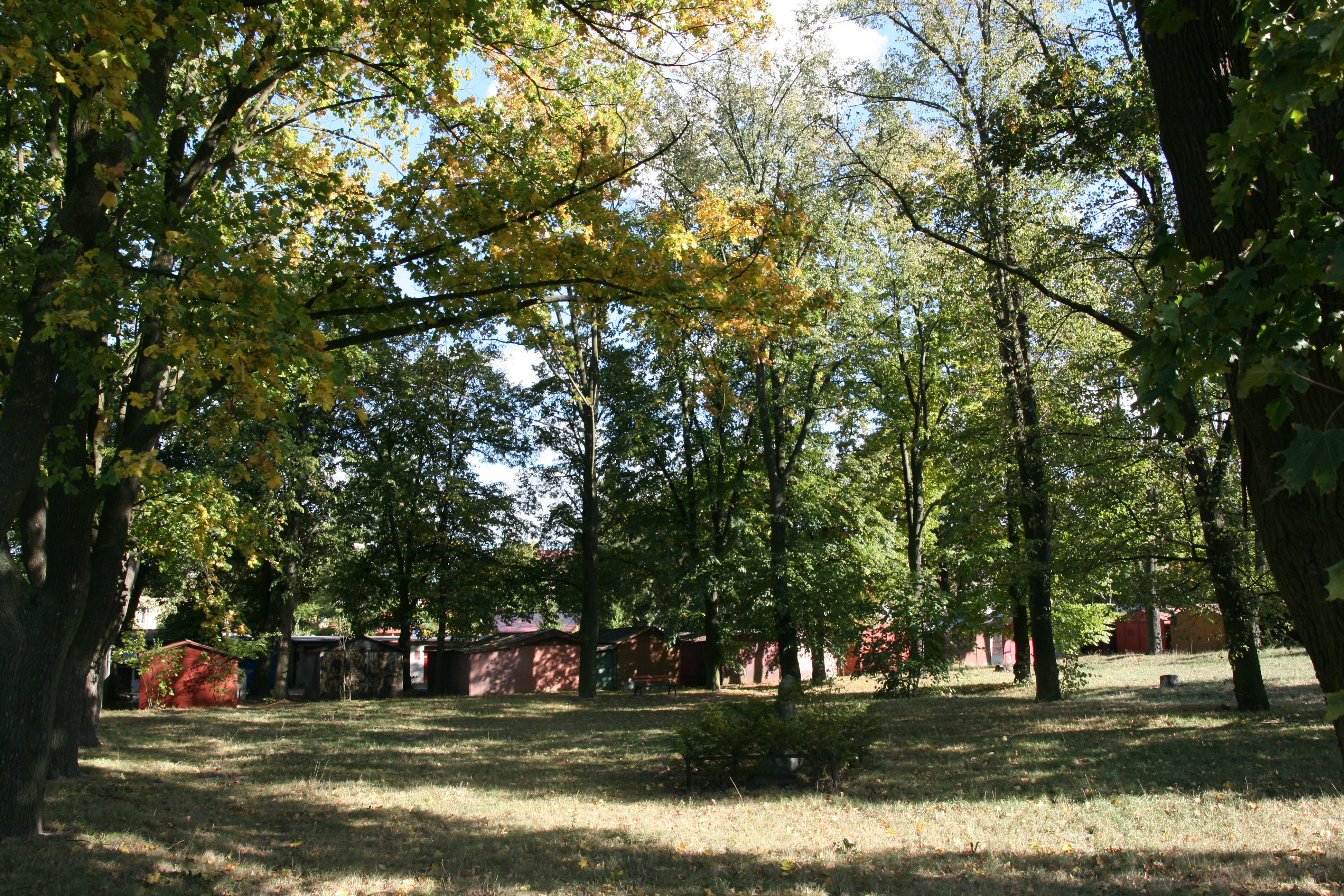
Jüdischer Friedhof in Lysá nad Labem

Der Jüdische Friedhof in Lysá nad Labem (deutsch Lissa an der Elbe), einer Stadt im Okres Nymburk in Tschechien, wurde 1898 angelegt. 
Auf dem jüdischen Friedhof sind keine Grabsteine mehr vorhanden. Ein Gedenkstein erinnert an die jüdischen Einwohner von Lysá nad Labem. 